# Paracale
Paracale is een gemeente in de Filipijnse provincie Camarines Norte op het eiland Luzon. Bij de laatste census in 2007 had de gemeente bijna 47 duizend inwoners.

## Geografie

### Bestuurlijke indeling
Paracale is onderverdeeld in de volgende 27 barangays:
| - Awitan - Bagumbayan - Bakal - Batobalani - Calaburnay - Capacuan - Casalugan - Dagang - Dalnac - Dancalan - Gumaus - Labnig - Macolabo Island - Malacbang | - Malaguit - Mampungo - Mangkasay - Maybato - Palanas - Pinagbirayan Malaki - Pinagbirayan Munti - Poblacion Norte - Poblacion Sur - Tabas - Talusan - Tawig - Tugos |

## Demografie
Paracale had bij de census van 2007 een inwoneraantal van 46.856 mensen. Dit zijn 4.403 mensen (10,4%) meer dan bij de vorige census van 2000. De gemiddelde jaarlijkse groei komt daarmee uit op 1,37%, hetgeen lager is dan het landelijk jaarlijks gemiddelde over deze periode (2,04%). Vergeleken met de census van 1995 is het aantal mensen met 3.032 (6,9%) toegenomen.

De bevolkingsdichtheid van Paracale was ten tijde van de laatste census, met 46.856 inwoners op 197,9 km², 236,8 mensen per km².